# Brennball
Brennball ist ein Wurf-, Fangspiel mit großer Popularität in Skandinavien. In Schweden professionell gespielt, ist es im übrigen Europa vor allem im Sportunterricht von Schulen und im freien Kinderspiel verbreitet.

## Der Grundaufbau
Brennball wird mit zwei Mannschaften aus beliebig vielen Personen gespielt. Gespielt wird in einem abgeschlossenen Gebiet (Sportfeld, Halle), an dessen Rand eine Anzahl von „bases“ (meist Sportmatten oder Ähnliches) liegt. Als Ball dient gewöhnlich ein Volleyball, es kann jedoch auch mit anderen Wurfgegenständen gespielt werden. Eine Mannschaft verteilt sich im Innenfeld, die andere wartet außerhalb des Feldes.

## Die Spielregeln
Ein Spieler wirft den Ball ins Innenfeld und läuft los. Während er versucht, so viele Matten wie möglich zu überlaufen, muss die gegnerische Mannschaft versuchen, den Ball so schnell wie möglich in ein in der Regel beim Startpunkt liegendes Gefäß zu befördern. Ein Spieler, der zum Zeitpunkt des Einwurfes des Balls in das Gefäß keine Matte berührt, gilt als „verbrannt“. Er muss zum Ausgangspunkt zurück oder scheidet für diesen Durchgang aus. Berührt er eine Matte, so kann er bei den nächsten Würfen seiner Mannschaftskameraden von dieser Matte weiter in Richtung der Zielmatte laufen. Erreicht er die Zielmatte, so erhält seine Mannschaft einen Punkt. Zuweilen gibt es auch eine Home-Run-Regelung, die der Mannschaft, deren Werfer nach dem Wurf eine ganze Runde vollendet, mehr als einen Punkt bringt.
Getauscht wird die Rolle der Mannschaften entweder nach einer vorgegebenen Zeitspanne, wenn eine bestimmte Zahl Spieler „verbrannt“ ist, oder wenn eine Mannschaft keinen Werfer mehr aufbringen kann, weil alle entweder auf Matten stehen oder „verbrannt“ sind. Am Ende dienen die erzielten Punkte der Ermittlung des Siegers. In manchen Varianten dürfen sich auf einer Matte nur drei Spieler befinden. Kommt ein neuer hinzu, gilt einer der Spieler als „verbrannt“ (z. B. der Neuankömmling oder der, der sich am längsten auf der Matte befindet).

## Varianten
Es gibt diverse Abwandlungen, die sich in der Größe des Spielfeldes, der Art des Balls und den Spielregeln unterscheiden. In Schweden wird der Ball nicht geworfen, sondern mit einem Holzschläger geschlagen. Im Unterschied zum Baseball wird der Ball dem schlagenden Spieler allerdings nicht von einem zweiten Spieler zugeworfen, sondern von diesem, wie bei einem Aufschlag im Tennis, selbst ins Spiel gebracht. Bei dieser Variante wird außerdem auch ein Tennisball verwendet.

## Verbreitung
In Finnland wird mit Pesäpallo eine Variante des Spieles als finnischer Nationalsport angesehen; es findet eine nationale Meisterschaft mit einer eigenen Liga statt. In Dänemark ist das Spiel unter dem Namen rundbold („Rundball“), in Norwegen slåball („Schlagball“) und in Schweden als brännboll bekannt. In der Schweiz wird Brennball hingegen auch als Mattenball, Mattenlauf oder balle brûlée bezeichnet.

## Meisterschaften
Das größte Brennballturnier der Welt, der Brännbollscupen, findet jährlich am letzten Maiwochenende im schwedischen Umeå statt. Beim Turnier nehmen mehrere hundert Mannschaften teil (im Rekordjahr 1997 über 1000 Teams). Schwedischer Brennball wird auch in Umeås Partnerstadt Würzburg gespielt, hier fand mehrfach das Internationale Würzburger Brennballturnier statt.